# Иларион (Яковлев)
Митрополи́т Иларио́н (ум. 4 (14) июня 1673) — епископ Русской православной церкви, митрополит Рязанский и Муромский.

## Биография
Дату его рождения и имя, данное Илариону в крещении, мы не знаем. Отца будущего митрополита Илариона звали Иаковом.
До принятия монашества Иларион служил священником в селе Лыскове (ныне город в Нижегородской области). В этот период он сблизился с Аввакумом Петровым, вспоминавшим позднее в «Книге бесед» о своей дружбе с Иларионом и о взаимной поддержке: «Помнишь, камением-тем в тебя бросали на Лыскове-том у мужика-тово, как я к тебе приезжал?». С этим селом были связаны Иван Неронов, будущий епископ Павел Коломенский, будущий Патриарх Никон. Эти знакомства сблизили Илариона с влиятельным кружком ревнителей благочестия, большинство членов которого были связаны с Нижегородской землёй.
Овдовев, Иларион принял монашеский постриг в находившемся на противоположном от Лыскова берегу Волги Макариевом Желтоводском монастыре.
В 1646—1656 годах — архимандрит Макариевского желтоводского монастыря.
С 1656 года — архимандрит Печерского Вознесенского монастыря под Нижним Новгородом.
5 июня 1657 года был хиротонисан на Рязанскую кафедру с возведением в сан архиепископа, хиротонию возглавил патриарх Никон.
Известен участием в большом соборе 1666—1667, низложившем патриарха Никона. Иларион уличал Никона в неуважении к вселенским патриархам и в иных прегрешениях, а после окончании следствия громогласно прочёл на русском языке приговор о низложении Никона. Вопреки ожиданиям, по окончании суда, Иларион был в числе отказавшихся подписать акт низложения, так как в нём (вследствие неправильного перевода с греческого) указывалось на подчиненность власти патриаршей власти царской. Вскоре, однако, Иларион вместе с Павлом Крутицким смирились с этими положениями, особенно после разъяснения Паисием Лигаридом, что царь имеет преимущество в политических делах, а патриарх в церковных.
Некоторое время Иларион оставался под запретом творить церковную службу; но после принесении им полного раскаяния был прощён.
В 1669 году с благословения патриархов Иоасафа II Московского, Макария Антиохийского и Паисия Александрийского возведён в сан митрополита.
В 1664, 1668, 1669 годах он поднёс царю Алексею Михайловичу на жалованье ратным людям 4100 рублей. В Рязани Иларион передал в кафедральный Успенский (Христорождественский) собор золотые, отделанные драгоценными камнями, священные сосуды, изготовленные по его заказу. При митрополите Иларионе на архиерейском дворе велось каменное строительство.
В 1669 году приказал собрать в Высоцкий монастырь всех постриженных, но живших в миру женщин, братию же Высоцкого монастыря перевёл в Рождественский монастырь.
28 мая 1673 года по указу царя Алексея Михайловича митрополит Иларион был отпущен на покой в монастыри Макария чудотворца Желтоводского в сопровождении почётного военного конвоя. 4 июня по дороге к обители он скончался. Похоронен в Архангельском соборе Рязанского кремля.
После него осталась обширная духовная грамота.